# Bistum Trogir

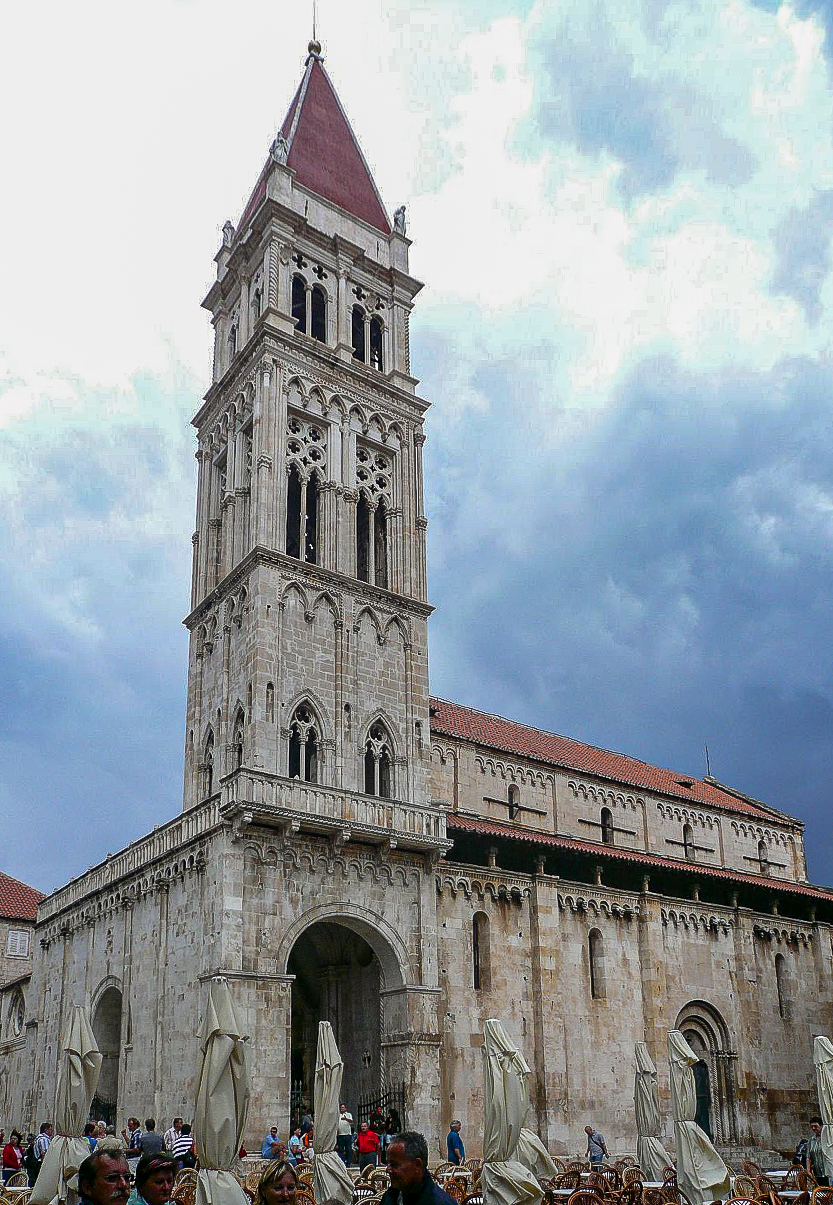
Trogir, Kathedrale

Das Bistum Trogir war ein römisch-katholisches Bistum mit Sitz in Trogir (ital. Traù) an der kroatischen Adriaküste. Es wurde im Mittelalter gegründet und 1828 aufgehoben. Der größte Teil des Diözesangebiets kam zum Bistum Šibenik, der kleinere südöstliche zum Erzbistum Split-Makarska. Die Kathedrale war St. Laurentius in Trogir. 
Als bedeutendster Bischof gilt der hl. Johannes (Ivan) von Trogir († 1111).
Seit 1969 wird der Titel Trogir als Titularbistum verliehen, siehe Tragurium.